# 와카야 다쿠미
와카야 다쿠미(일본어: 若谷 拓海, 2001년 4월 1일~)는 일본의 축구 선수이다.

## 구단 경력
그는 2023년 J3리그의 기라반츠 기타큐슈에 입단했다. 2024년까지 25경기에 출전하여, 2득점을 넣었다. 2025년 일본 풋볼 리그의 FC 티아모 히라카타로 이적했다.